# 1465 Autonoma
1465 Autonoma је астероид главног астероидног појаса са средњом удаљеношћу од Сунца која износи 3,025 астрономских јединица (АЈ).
Апсолутна магнитуда астероида је 11,6 а геометријски албедо 0,051.